# Lineville (Alabama)

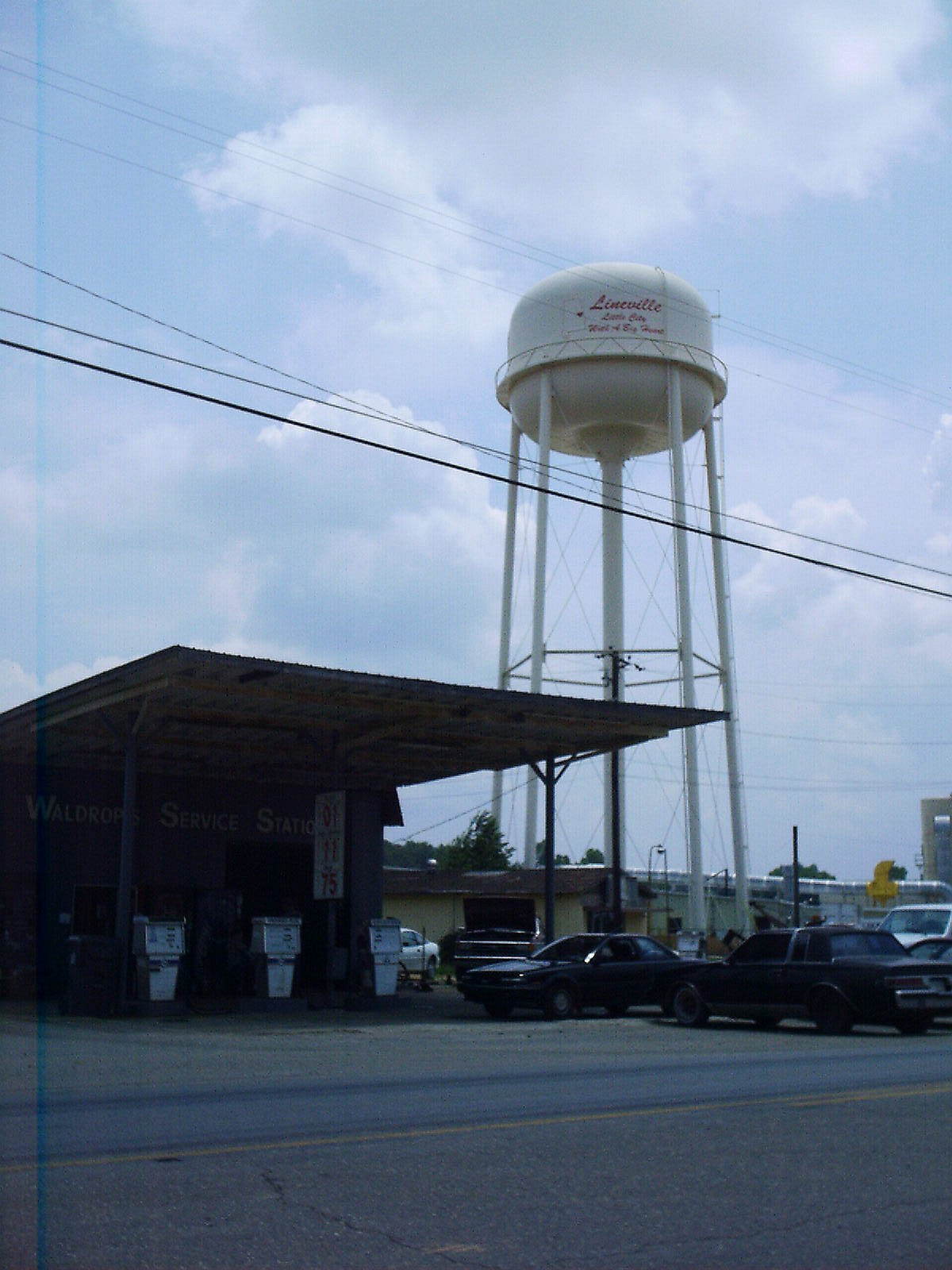
Watertoren in Lineville

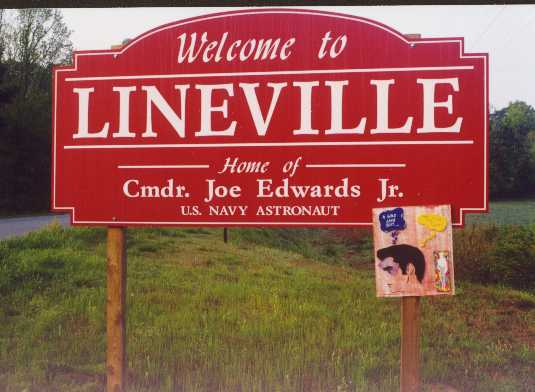
Welkom in Lineville

Lineville is een plaats (city) in de Amerikaanse staat Alabama, en valt bestuurlijk gezien onder Clay County.

## Demografie
Bij de volkstelling in 2000 werd het aantal inwoners vastgesteld op 2401.
In 2006 is het aantal inwoners door het United States Census Bureau geschat op 2373, een daling van 28 (-1,2%).

## Geografie
Volgens het United States Census Bureau beslaat de plaats een oppervlakte van
23,3 km², waarvan 23,2 km² land en 0,1 km² water.

## Plaatsen in de nabije omgeving
De onderstaande figuur toont de plaatsen in een straal van 32 km rond Lineville.